# Kokoszewo (Braniewo)
Kokoszewo (deutsch Henneberg) war ein Ort in der polnischen Woiwodschaft Ermland-Masuren innerhalb der Landgemeinde Braniewo (Braunsberg) im Powiat Braniewski (Kreis Braunsberg). Bis 1945 gehörte er zum Kreis Heiligenbeil in Ostpreußen.

## Geographische Lage
Die Ortsstelle von Henneberg resp. Kokoszewo liegt im Nordwesten der Woiwodschaft Ermland-Masuren, 15 Kilometer südlich der früheren und jetzt auf russischem Staatsgebiet gelegenen Kreisstadt Heiligenbeil (russisch Mamonowo) bzw. elf Kilometer östlich der heutigen Kreismetropole Braniewo (deutsch Braunsberg).

## Geschichte
Der Gutsort – seinerzeit Hennenberg, nach 1704 Henneberg genannt – kam 1874 zum neu errichteten Amtsbezirk Lindenau (polnisch Lipowina) im ostpreußischen Kreis Heiligenbeil im Regierungsbezirk Königsberg. Im Jahre 1910 zählte der Gutsbezirk Henneberg 38 Einwohner.
Am 30. September 1928 verlor Henneberg seine Eigenständigkeit, als es mit dem Nachbarort Strauben (polnisch Strubiny) in die Landgemeinde Kirschdorf (polnisch Kiersy) eingegliedert wurde.
In Kriegsfolge kam Henneberg 1945 mit dem gesamten südlichen Ostpreußen zu Polen. Das Dorf erhielt die polnische Namensform „Kokoszewo“. Doch findet sich der Name nur selten. Vielleicht ist der Ort in der Gemeinde Kiersy aufgegangen. Jedenfalls gilt er heute als untergegangen. Seine Ortsstelle befindet sich in der Gmina Braniewo im Powiat Braniewski, von 1975 bis 1998 der Woiwodschaft Elbląg, seither der Woiwodschaft Ermland-Masuren zugehörig.

## Religion
Henneberg war bis 1945 in die evangelische Kirche Lindenau (polnisch Lipowina) in der Kirchenprovinz Ostpreußen der Kirche der Altpreußischen Union, außerdem in die römisch-katholische Pfarrei Heiligenbeilim damaligen Bistum Ermland eingegliedert.

## Verkehr
Die wohl nicht mehr erkennbare Ortsstelle Hennebergs resp. Kokoszewos liegt an einer Nebenstraße, die bei Lipowina von der Woiwodschaftsstraße 507 (ehemalige deutsche Reichsstraße 142) abzweigt und nach Kiersy führt. Die nächste Bahnstation war Vogelsang (polnisch Zakrzewiec) an der Bahnstrecke Allenstein–Mehlsack–Braunsberg.